# 117 Velorum
117 Velorum (k Velorum) é uma estrela na direção da Vela. Possui uma ascensão reta de 09h 15 m 45.07s e uma declinação de −37° 24′ 47.3″. Sua magnitude aparente é igual a 4.63. Considerando sua distância de 166 anos-luz em relação à Terra, sua magnitude absoluta é igual a 1.10. Pertence à classe espectral F3/F5V.